# Плавещина (Петриковский район)
Плавещина (укр. Плавещина) — село,
Шульговский сельский совет,
Петриковский район,
Днепропетровская область,
Украина.
Код КОАТУУ — 1223783805. Население по переписи 2001 года составляло 29 человек .
По состоянию на 2019 год население составляет 6 человек. Остальные люди приезжие.

## Географическое положение
Село Плавещина находится на правом берегу реки Орель (старое русло, направление течения изменено на противопоолжное),
ниже по течению на расстоянии в 4 км расположено село Могилев (Царичанский район),
на противоположном берегу — село Катериновка (Царичанский район).
Река в этом месте извилистая, образует лиманы, старицы и заболоченные озёра.